# Sellnickochthonius miyauchii
Sellnickochthonius miyauchii är en kvalsterart som först beskrevs av Chinone 1978.  Sellnickochthonius miyauchii ingår i släktet Sellnickochthonius och familjen Brachychthoniidae. Inga underarter finns listade i Catalogue of Life.